# Žacléřsko-svatoňovická uhelná pánev
Žacléřsko-svatoňovická uhelná pánev je jihozápadní části vnitrosudetské pánve, která se nalézá na českém a polském území.

## Umístění
Česká část vnitrosudetské pánve se rozkládá v oblasti mezi Krkonošemi (na západě) a Orlickými horami (na východě). Na severovýchodě je vymezena hranicí s Polskem a na jihozápadě hronovsko-poříčskou poruchou. Žacléřsko-svatoňovická uhelná pánev se nachází na území trutnovského a náchodského okresu. Součástí pánve jsou žacléřský, svatoňovický a hronovský (žďárecký) revír.

## Charakteristika
Pánev je vyplněna spodním a svrchním karbonem, permem a triasem, který tvoří pruh 35 km dlouhý a 5 km široký na ploše 175 km2. Ve svrchním karbonu rozlišujeme dvě základní souvrství: žacléřské a odolovské.
- Žacléřské souvrství dělíme na lampertické, dolsko-žďárské a petrovické vrstvy.
  - Lampertické vrstvy tvoří slepence, pískovce, prachovce a 52 slojí, jejich úklon se pohybuje mezi 10° až 80°. Průměrná mocnost včetně proplástků byla 0,86 m.
  - Dolsko-žďárecké vrstvy tvoří porfyrity, tufy, psefiticko-psamitické sedimenty, klastika a 8 uhelných slojí, úklon vrstev je mezi 35°až 65° k severovýchodu. Směrem do hloubky se úklon snižuje na 30° až 40°. Mocnost žďáreckých slojí 11,1 m.
  - Petrovické vrstvy jsou tvořeny hrubozrnnými sedimenty. Žacléřském souslojí těžil uhelné sloje Důl Jan Šverma, Markoušovickém souslojí Důl Ignát a v Žďárském souslojí Důl Zdeněk Nejedlý.
- Odolovské souvrství je tvořeno spodním a svrchním svatoňovickým souvrstvím a jíveckými vrstvami.
  - Ve svrchních svatoňovických souvrstvích se nachází sloj Pulkrábská, visutá, hlavní, Cuckovická. Svatoňovické souslojí těžil Tmavý důl.
  - Jívecké vrstvy zahrnují žaltmanské arkózy, bysterský obzor (jedna až dvě sloje) a radvanické souslojí s 6 slojemi v úklonu 19° až 26° k severovýchodu. V těchto vrstvách působily Důl Okrzeszyn (Polsko) a Důl Kateřina.[1][4]

Spodní perm je zastoupen chvalečským souvrstvím, které se dělí na vernéřovské a bečkovské vrstvy. Rybníčkovskou sloj těžil Důl Novátor.

## Historie
Uhlí ve východočeském uhelném revíru bylo těženo už během kolonizačního období. Doložené písemné zprávy uvádějí nálezy černého uhlí z konce 16. století na výchozech slojí. V žacléřské oblasti v roce 1570, ve svatoňovické oblasti v roce 1590 a v radvanické v roce 1840, doly v této oblasti patří mezi nejstarší v České republice. Hlavní rozvoj těžby černého uhlí nastal až koncem 18. století, kdy byl zvýšený odběr paliva pro potřeby rozvíjejícího se průmyslu, a s rozvojem železniční dopravy. V roce 1820 připadalo na Žacléřsku padesát procent těžby na vrchnostenské doly, na Svatoňovicku 70 procent. Mezi významné těžaře patřili Schaumburgové z Lippe, (Svatoňovicko), baron Silberstein, Müllerovo těžařstvo, Mangerovy doly atd. V roce 1896 koupil Západočeský báňský akciový spolek (ZBAS, Westböhmischer Bergbau Aktien Verein) bývalé Silbersteinovy doly a v roce 1898 Müllerovy doly. Na Svatoňovicku se doly koncentrovaly pod Svatoňovickou báňskou společnost (SBS). Po ukončení druhé světové války jsou společnosti ZBAS a SBS znárodněny a 1. ledna 1946 začleněny do národního podniku Východočeské uhelné doly (VUD) se sídlem v Trunově. VUD se členil na závody Důl Jan Šverma (Žacléřsko), Důl Zdeněk Nejedlý (Svatoňovicko) a Důl Kateřina, později Stachanov, (Radvanicko). Důl Kateřina byl od roku 1952 pod správou Jáchymovských dolů, které zde těžily uranovou rudu, pod VUD byl začleněn v roce 1957. Těžba černého uhlí v žacléřsko-oslavanském revíru byla ukončena na Dole Zdeněk Nejedlý v roce 1990, na Dole Stachanov (Kateřina) v roce 1994, na Dole Jan Šverma v roce 1992. Za období 400 let bylo v východočeském revíru vytěženo asi 62 milionů tun černého uhlí, z toho na Žacléřsku asi 27 milionů tun, Svatoňovicku 22,3 milionu tun a na Radvanicku asi 13 milionu tun.